# La Môle
La Môle este o comună în departamentul Var din sud-estul Franței. În 2009 avea o populație de 999 de locuitori.

## Evoluția populației
| An        | 1975 | 1982 | 1990 | 1999 | 2006 | 2009 |
| --------- | ---- | ---- | ---- | ---- | ---- | ---- |
| Populație | 282  | 344  | 616  | 797  | 913  | 999  |